# Tournefortia octostachya
Tournefortia octostachya är en strävbladig växtart som beskrevs av Dc. Tournefortia octostachya ingår i släktet Tournefortia och familjen strävbladiga växter. Inga underarter finns listade i Catalogue of Life.